# DJ Tráva
Dj Tráva, vl. jménem Petr Votava (* 27. ledna 1965, Domažlice), je český diskžokej, producent a komponista elektronické hudby.
Jeho doménou jsou zejména styly House a Techno. Během své kariéry byl opakovaně oceněn titulem "Nejlepší Dj roku ČR" a vítězil i v dalších kategoriích, uspěl jako producent, a oceněna byla i jeho autorská tvorba.
Je znám nejen svým uměním za mixážním pultem, ale též jako výrazná postava československé, nyní české, punkové scény.
Dj Tráva říká o hudbě: Hudba je dobrá podle toho, jaký je její záměr.

## Soukromý život
Narodil se s hudebními geny, jeho dědeček hrál v České filharmonii. Od mládí se vymezoval vůči ideologiím, v 80. letech otevřeně kritizoval poměry ve společnosti. Od roku 1983 je vegetarián, dlouhodobě praktikuje jógu. V roce 2006 se stal účastníkem těžké autonehody, která nadlouho omezila jeho možnosti, veřejně se neprezentoval téměř 3 roky. Dj Tráva žije trvale v Praze, kde také nejčastěji vystupuje.

## Umělecká dráha
Profesi zahájil Dj Tráva již v roce 1991 v pražském klubu U Zoufalců, kde se angažoval ještě jako Dj hrající z CD disků. Skutečnou uměleckou činnost započal až v roce 1995, kdy došlo na účinkování v klubu Bunkr. Zanedlouho poté, v roce 1996, se přesunul do klubu Roxy, kde se stal nadlouho nejen stálým rezidentem klubu v pozici dýdžeje, ale také jednou z hlavních postav v oblasti stavby programové nabídky klubu. Spolupracoval na projektu tanečních party "Shake", které byly v roce 1999 oceněny jako "Nejúspěšnější klubová noc roku", v roce 1997 představil svůj vlastní producentský projekt, v podobě pravidelných měsíčních party s názvem MIX. Tento úspěšný počin byl v roce 2000 vyhodnocen jako "Nejlepší party roku". Od roku 1997 je Dj Tráva také členem hudebního projektu SIGNIFICANT OTHER, první album s názvem MONGO.LOVE. 
Na klubových a festivalových podiích se Dj Tráva představil mnohokrát po boku slavných jmen, za české jmenujme alespoň Dj Loutku, za světově uznávané umělce uveďme jména Djs a názvy skupin jako jsou Armand van Helden, Bushwaka, Dave Angel, Fat Boy Slim, Chemical Brothers, Josh Wink, Marylin Manson, Massive Attack, Prodigy, Tiesto, Zion Train a řada dalších.
Za všechny hudební skladby, které zkomponoval, uveďme zejména track, který se stal součástí jedné z hvězdných kompilací vydaných pod názvem "Café del Mar". Po jeho uvedení se Dj Tráva dostal do širokého povědomí veřejnosti a získal mnoho zahraničních příznivců.

## Ocenění
Za bezpočet všech předních umístění jmenujme alespoň ty absolutně největší úspěchy v podobě několika titulů "Nejlepší Dj roku ČR", pro rok 1999 (podle magazínů Tripmag, Bassline, Rock Report), pro rok 2000 (podle magazínů Tripmag, Report) a pro rok 2002 (podle magazínu Report). V roce 2002 zároveň získal titul "Nejlepší Dj roku SR" (podle magazínu Bajkonur).